# Workaround

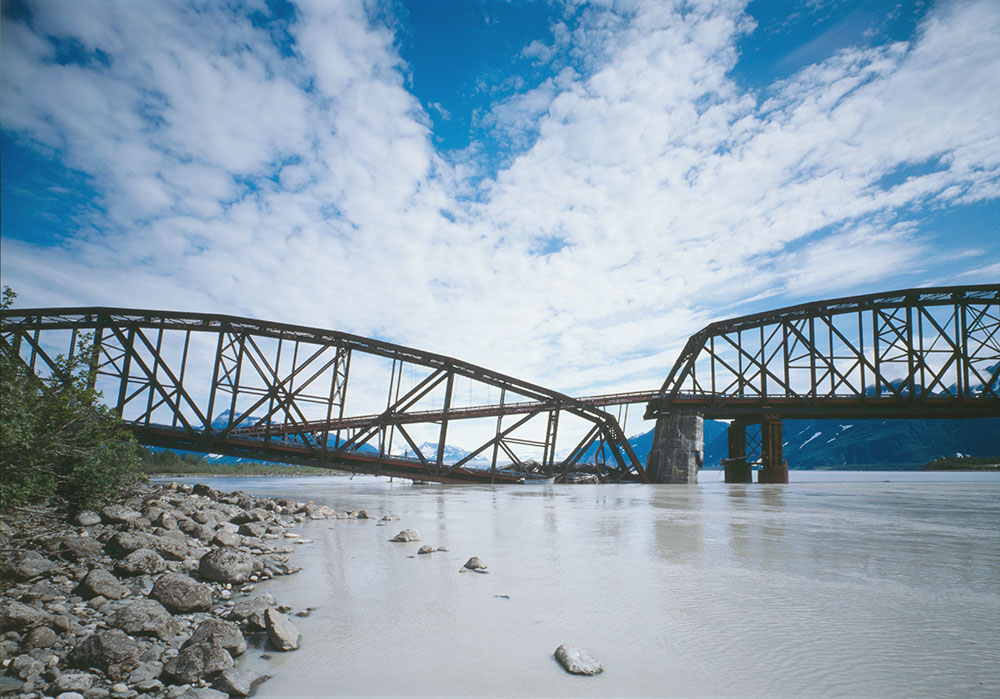
Une partie du pont du glacier Miles, avec une réparation temporaire après le tremblement de terre de mars 1964, qui a finalement été réparé en juillet 2004.

Un workaround ou work-around, à savoir palliatif, solution de rechange,  solution de contournement ou solution provisoire, est une solution temporaire apportée à un bug en attente de correctif. Elle permet d'atténuer les effets du bug et d'accomplir la tâche en cours.
En sécurité informatique, si un bug crée une vulnérabilité, il  est ainsi possible de créer des conditions telles que le bug est inopérant, en prenant d'autres mesures que de rectifier le code. Par exemple, si un bug permet de se connecter sur le port 9000 d'un serveur, là où celui-ci ne devrait être écouté qu'en local, le placement d'une règle au niveau du pare-feu pour interdire l'accès depuis l'extérieur à ce port 9000 est un workaround, le bug étant toujours présent, mais rendu inexploitable.